# Nadagara prosigna
Nadagara prosigna är en fjärilsart som beskrevs av Louis Beethoven Prout 1930. Nadagara prosigna ingår i släktet Nadagara och familjen mätare. Inga underarter finns listade i Catalogue of Life.